# Pötkönsuo
Pötkönsuo este o arie protejată (arie specială de conservare — SAC, sit de importanță comunitară — SCI, arie de protecție specială avifaunistică — SPA) din Finlanda întinsă pe o suprafață de 666 ha, integral pe uscat.

## Localizare
Centrul sitului Pötkönsuo este situat la coordonatele 65°54′36″N 28°59′22″E / 65.91°N 28.9894°E.

## Înființare
Situl Pötkönsuo a fost declarat sit de importanță comunitară în august 1998 pentru a proteja 16 specii de animale. Alte tipuri de protecție:
- arie de protecție specială avifaunistică (în august 1998)[2]
- arie specială de conservare (în aprilie 2015)[1][3][4]

## Biodiversitate
Situată în ecoregiunea boreală, aria protejată conține 8 habitate naturale: Lacuri și iazuri distrofice naturale, Cursuri de apă de la nivel de câmpie la nivel montan, cu vegetație Ranunculion fluitantis și Callitricho-Batrachion, Izvoare fino-scandinave și mlaștini produse de izvoare bogate în minerale, Mlaștini alcaline, Turbării Aapa, Pante stâncoase silicioase cu vegetație casmofită, Taiga vestică, Mlaștini împădurite.
La baza desemnării sitului se află mai multe specii protejate de  păsări (16): gâscă de semănătură (Anser fabalis), prundaș de nămol (Calidris falcinellus), bătăuș (Calidris pugnax), erete vânăt (Circus cyaneus), lebădă de iarnă (Cygnus cygnus), Emberiza rustica, cufundar polar (Gavia arctica), cocor (Grus grus), Larus fuscus fuscus, becațină mică (Lymnocryptes minimus), Mergellus albellus, codobatura galbenă (Motacilla flava), ciocănitoare de munte (Picoides tridactylus), ploier auriu (Pluvialis apricaria), fluierar negru (Tringa erythropus), fluierar de mlaștină (Tringa glareola).